# Живешки окръг
Живешки окръг (на полски: Powiat żywiecki) е окръг в Южна Полша, Силезко войводство. Заема площ от 1040,06 км2. Административен център е град Живец.

## География
Окръгът се намира в историческата област Малополша. Разположен е в югоизточната част на войводството.

## Население
Населението на окръга възлиза на 153 143 души (2012 г.). Гъстотата е 147 души/км2.

## Административен център
Административно окръгът е разделен на 15 общини.
Градска община:
- Живец

Селски общини:
- Община Чернихов
- Община Гильовице
- Община Йелешня
- Община Кошарава
- Община Липова
- Община Ленкавица
- Община Лодиговице
- Община Мильовка
- Община Раджехови-Вепж
- Община Райча
- Община Шлемен
- Община Швина
- Община Уйсоли
- Община Венгерска Горка

## Фотогалерия
- Живец
- Гильовице
- Йелешня
- Липова
- Мильовка
- Раджехови
- Райча
- Уйсоли
- Венгерска Горка